# ラージクマール・ラーオ
ラージクマール・ラーオ（Rajkummar Rao、1984年8月31日 - ）は、インドのヒンディー語映画で活動する俳優。国家映画賞、フィルムフェア賞、アジア太平洋映画賞受賞者。

## 生い立ち
1984年8月31日にハリヤーナー州グルグラムのプレーム・ナガルで生まれ、「ラージ・クマール・ヤーダヴ (Raj Kumar Yadav)」と名付けられた。ラージクマールには2人の兄と3人の従兄弟がおり、父サティヤ・プラカーシュ・ヤーダヴはハリヤーナー州歳入・災害管理省の職員、母カムレーシュ・ヤーダヴは主婦だった。2016年に母と、2019年に父と死別している。S・N・シデシュワル・シニア・セカンダリー・パブリック・ハイスクールを卒業し、在学中に学生演劇に参加する。その後、デリー大学のアトマ・ラーム・サナタン・ダルマ・カレッジに進学し、卒業後はデリーのクシティジ・シアター・グループとシュリラーム・バーラティヤ・カーラ・ケンドラに所属して演劇活動を始めた。
2014年に姓を「ヤーダヴ」から「ラーオ」に改名し、さらに名前に「m」を追加して「Rajkummar」と名乗るようになった。これらの改名について、ラージクマールは「ラーオもヤーダヴも、どちらもファミリーネームなので、どちらを使っても良いんですよ。ファーストネームの"m"については、母のために付け加えたのです。母は数秘術を信じていますから」と理由を語っている。
2010年から女優のパトラレーカ・ポールと交際を始め、2021年11月15日にチャンディーガルで結婚式を挙げた。

## キャリア

### 2010年 - 2012年

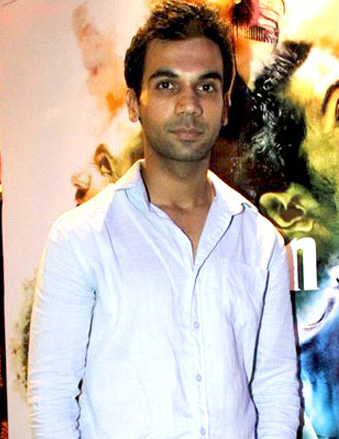
『サタン 〜悪魔の通り道〜』サウンドトラック発売イベントに出席するラージクマール・ラーオ

ラージクマールによると、俳優の道を志したのはマノージュ・バージペーイーの演技を見て「強い影響を受けた」ことがきっかけだった。大学卒業後にインド映画テレビ研究所で2年間の演技コースを受講し、同時に映画俳優のキャリアを積むためムンバイに移住した。2008年に演技コースを修了し、その後1年間は映画スタジオを訪問したりキャスティング監督に面会するなどの活動を行った。翌年、新聞広告でディバーカル・バナルジーが『Love Sex Aur Dhokha』で起用する新人俳優を募集していることを知りオーディションに応募し、起用される。同作は3つの物語で構成されるアンソロジー映画で、ラージクマールは2番目の物語に出演している。彼が演じたアダルシュ役は、女性が従業員と性行為するように仕向け、その姿を録画して売りさばくスーパーマーケットのスーパーバイザーという役柄だった。彼は役作りのために1か月間で6キログラム減量している。同作ではストーリーとラージクマールの演技が高い評価を受け、興行的にも成功を収めた。
デビュー作が成功を収めた後、ラージクマールはエクター・カプールから『ラーギニ MMS-2』の出演オファーを受けた。彼は従来演じてきた役柄と似ていたことから辞退しようとしたが、キャスティング監督のアトゥル・モンギアの強いアプローチを受けた結果、出演を承諾した。同作は批評家からは酷評されたが、興行的には成功を収めている。続いてビジョイ・ナンビアルの『サタン 〜悪魔の通り道〜』に出演し、陰湿な警察官マルヴァンカル役を演じた。ラジャ・センは映画については否定的だったが、ラージクマールの演技については「頼もしいほどに素晴らしい」と評価している。
2012年、アヌラーグ・カシャップが『Love Sex Aur Dhokha』の演技を気に入ったことから、ラージクマールは『血の抗争 Part2』に出演することになった。彼は映画の舞台となるワセプールを訪問し、アクセントなどを学び役作りを行った。同作は批評的・興行的に成功を収めている。続けて、チッタゴン武器庫襲撃を描いたベーダブラター・パインの『Chittagong』に出演し、ロケナート・バル役を演じた。リーマー・カーグティーの『Talaash: The Answer Lies Within』ではアーミル・カーン、ラーニー・ムカルジー、カリーナ・カプール、ナワーズッディーン・シッディーキーと共演して警察官役を演じた。同作は17億4000万ルピーの興行収入を記録するヒット作となり、2012年公開のヒンディー語映画年間興行成績第8位にランクインしている。ラージクマールの演技について、ラジーヴ・マサンドは1シーンのみで「小さな役であっても良い俳優であることを示した」と批評している。
2013年に『The 3 Mistakes of My Life』を原作としたアビシェーク・カプールの『Kai Po Che!』でスシャント・シン・ラージプート、アミット・サダーと共演した。批評家からは主要キャストの演技を高く評価され、デカン・ヘラルドのシルパ・ジャームカンディカルはラージクマールが「美しく」役を演じていたと評価した。ラージクマールは同作の演技でフィルムフェア賞 助演男優賞にノミネートされた。

### 2013年 - 2016年
2013年にハンサル・メータの伝記映画『シャヒド』に出演し、弁護士シャーヒド・アーズミー役を演じた。ラージクマールは役作りのためにアーズミーの遺族と交流を重ねて彼の人となりを学び、さらにクルアーンを読んだり裁判を傍聴するなど弁護士業の理解に努めた。ラージクマールによると、アーズミー役は挑戦的で複雑なキャラクターだったため、演じたことで「興奮的になり、疲れ果ててしまった」という。公開後、『シャヒド』とラージクマールの演技は批評家から絶賛され、アヌパマ・チョープラーは彼の演技について「彼のシャヒドは精神的な強さと苦悩、抑え付けられた怒りを持っているが、それが真の魅力になっている」と批評し、映画はラージクマールにとって「大いなる業績になった」と絶賛している。同作は興行的にも成功を収め、ラージクマールは国家映画賞 主演男優賞、フィルムフェア賞 審査員選出男優賞を受賞している。この年は、『シャヒド』の他に『Boyss Toh Boyss Hain』にも出演している。
『クイーン 旅立つわたしのハネムーン』ではカンガナー・ラーナーウトと共演し、釜山国際映画祭でワールドプレミア上映された後に2014年3月7日に劇場公開された。同作は批評的・興行的な成功を収め、興行収入9億7000万ドルを記録した。ニューデリー・テレビジョンのサイバル・チャテルジーはラージクマールの演技について、「彼は嫌味ったらしい保守的な都会人を見事に演じた。彼のように堂々と物笑いの種になれる人はいないだろう」と批評している。同年にはシュローク・シャルマの短編映画『Bombay Mirror』でヴィジャイ・マウリヤと共演し、ハンサル・メータの『CityLights』では交際中だったパトラレーカ・ポールと共演して、貧困を脱するためにラージャスターン州からムンバイに移住する夫婦を演じている。同作では役作りのため、ラージャスターン州パリ県に1か月間滞在して現地の方言を学んでいる。ヒンドゥスタン・タイムズのシュウェタ・コウシャルは、ラージクマールが役柄を「苦もなく演じていた」と批評しており、興行的にも一定の成功を収めた。
2015年に『Dolly Ki Doli』でソーナム・カプール、プルキット・サムラート、ヴァルン・シャルマと共演した。同作は混合的な評価となり、興行収入は平均的な結果に終わった。『Hamari Adhuri Kahani』ではヴィディヤー・バーランと共演し、暴力的な夫ハリ役を演じた。ラームチャンドラ・シーラスを描いた伝記映画『アリーガルの夜明け』ではマノージュ・バージペーイーと共演し、彼が演じるシーラスの過去を探るジャーナリスト役を演じた。同作は批評家から高い評価を受け、特にバージパーイーとラージクマールの演技は絶賛された。スカンニャー・ヴァルマーは「探求心のあるジャーナリスト」を演じたラージクマールについて「完璧な演技だった」と批評しており、ラージクマールはフィルムフェア賞助演男優賞にノミネートされた。
2016年にヴィクラマディティヤ・モトワニの『Trapped』に出演し、飲食物や電気を断たれた状態でアパートの一室に閉じ込められた男シャウリヤ役を演じた。ラージクマールはシャウリヤ役が「これまでで最も挑戦的な役だった」と語っている。彼は役作りのためにニンジンとコーヒーのみを摂取して減量し、撮影中も体重を維持するために同様の食事スタイルを維持していた。また、リアリティーを重視するモトワニの指示で、ベジタリアンのラージクマールは撮影の中で生まれて初めて肉食を経験した。同作は2016年にムンバイ映画祭でプレミア上映された後、2017年3月17日に劇場公開された。スバーシュ・K・ジャーは、ラージクマールの演技について「巧みに組み立てられたプロットに彼自身が没頭しており、私たちはその素晴らしい演技の輝きに見とれてしまう」と批評しており、ラージクマールはフィルムフェア賞審査員選出男優賞を受賞している。

### 2017年 - 現在
2017年に『Behen Hogi Teri』でシュルティ・ハーサンと共演し、批評家から演技を高く評価された。続いて出演したアシュヴィニー・アイヤール・ティワーリーの『バレーリーのバルフィ』ではクリティ・サノン、アーユシュマーン・クラーナーと共演した。ラージクマールの演技について、ナムラタ・ジョーシーは「ラーオはカメレオンのような変幻自在さとコミカルさで劇場を盛り上げた。彼は、ある瞬間では陽気な姿だが、次の瞬間には威勢の良い姿に変化している。下手な俳優が演じていたら戯画的になっていたところだ」と批評している。同作は興行的な成功を収め、ラージクマールはフィルムフェア賞助演男優賞を受賞した。
『バレーリーのバルフィ』に続き、アミット・V・マスールカルの『ニュートン』に出演し、選挙事務のためナクサライト＝インド毛派の支配する町に派遣された公務員ニュートン役を演じた。ラージクマールはキャラクターを印象付けるため、ニュートンの髪をカールさせ、常に瞬きをする動作を取り入れることをマスールカルに提案して採用された。同作は第67回ベルリン国際映画祭でプレミア上映された後、2017年9月22日に劇場公開された。ラージクマールの演技は批評家から高く評価され、ラジーヴ・マサンドは「俳優とキャラクターを切り離すことは難しく、その才能を持つアーティストは、そう多くはないだろう」と批評している。彼は『ニュートン』の演技でアジア太平洋映画賞 男優賞を受賞し、フィルムフェア賞審査員選出男優賞にノミネートされた。ディネーシュ・ヴィジャンの『Raabta』ではカメオ出演しており、役作りのために毎日5時間から6時間ほど義肢を装着していた。『Shaadi Mein Zaroor Aana』ではクリティ・カルバンダーと共演し、批評家からの評価は賛否両論だった。また、アヌージ・ダールの著作『India's Biggest Cover-up』を原作とした伝記シリーズ『Bose: Dead/Alive』では主人公スバス・チャンドラ・ボース役を演じ、インターネットテレビデビューを果たした。ラージクマールは役作りのために13キログラム増量し、さらに頭髪を剃り落としている。インディア・トゥデイのアンヴィタ・シンは、ラージクマールの演技はベストなものではなかったものの、彼の演技によって「視聴者の注目を集めることができた」と批評している。
ハンサル・メータの伝記映画『Omerta』ではパキスタン系イギリス人テロリストのアーメド・オマル・サイード・シャイフ役を演じ、役作りのために複数のビデオ、ドキュメンタリー、シャイフのヘイト演説などの映像を見て「多くの憎悪と怒りを自分に集めた」という。また、ラージクマールはシャイフ役はキャリアの中で「最もタフなキャラクターだった」ため、撮影中はそのキャラクターに「心をかき乱された」と語っている。同作は第42回トロント国際映画祭でプレミア上映された後、2018年5月4日に劇場公開された。ラージクマールの演技は批評家から絶賛され、ニューデリー・テレビジョンのサイバル・チャテルジーは「完璧な演技だった」と批評している。ベルギー映画『Everybody's Famous!』をリメイクした『Fanney Khan』ではアイシュワリヤー・ラーイ・バッチャン、アニル・カプールと共演したが、同作は批評的・興行的に失敗している。カルナータカ州の都市伝説「ナーレ・バー」を題材としたアマル・カウシクの『ストゥリー 女に呪われた町』ではシュラッダー・カプールと共演し、同作は批評家から高い評価を得た。ラージクマールの演技について、ザ・タイムズ・オブ・インディアのラチット・グプタは「コメディ、ホラー、ロマンスといった様々な要素を的確にこなしている」と批評しており、フィルムフェア賞主演男優賞にもノミネートされた。また、興行的にも成功を収めている。この他、2018年は『ラブ・ソーニア』『5 Weddings』にも出演している。
2019年は『Ek Ladki Ko Dekha Toh Aisa Laga』でソーナム・カプール、アニル・カプール、ジューヒー・チャーウラーと共演した。映画は同性愛を好意的に描いたことで批評家からの評価は高かったが、興行成績は芳しくなかった。『Judgementall Hai Kya』ではカンガナー・ラーナーウトと共演し、フィルムフェア賞審査員選出男優賞にノミネートされた。ミキル・ムサーレーの『Made in China』では、中国産の媚薬をインドで売りさばくことを持ちかけられるグジャラート人ビジネスマンを演じた。同作はパリンダ・ジョーシーの小説を原作とし、批評家からの評価は賛否両論だった。アンナ・M・M・ヴェティカドは映画を酷評したが、ラージクマールの演技については「この映画の良い部分はラーオとボーマン・イラニの存在であり、この中途半端な映画でも観客を楽しませてくれる」と批評している。また、興行的にも成功を収めている。
2020年はラメーシュ・シッピーの『Shimla Mirchi』に出演するが、批評的・興行的に失敗している。アヌラーグ・バスのアンソロジー映画『LUDO 〜4つの物語〜』ではアビシェーク・バッチャン、アディティヤ・ロイ・カプール、サニヤー・マルホートラ、ファーティマー・サナー・シャイフ、パンカジ・トリパーティーと共演したが、COVID-19パンデミックの影響を受け、劇場公開からNetflixでの配信に変更された。同作ではフィルムフェア賞主演男優賞にノミネートされている。『Chhalaang』ではヌスラト・バルーチャーと共演し、ハリヤーンウィー人フィジカル・インストラクターを演じた。同作はAmazon Prime Videoで配信された。
2021年はアラヴィンド・アディガの『グローバリズム出づる処の殺人者より』を原作としたラミン・バーラニの『ザ・ホワイトタイガー』に出演し、ハリウッドデビューを果たした。同作ではプリヤンカー・チョープラー、アダーシュ・ゴーラブと共演し、1月22日からNetflixで配信されて好意的な評価を得た。ディネーシュ・ヴィジャンのホラー・コメディ・ユニバースの第2作『Roohi』ではジャーンヴィ・カプールと共演したが、批評家からの評価は賛否両論となり、興行的には失敗している。2022年は『Badhaai Do』でブーミー・ペードネーカルと共演した。

## パブリック・イメージ
ラージクマールは、2014年のフォーブス・インディアの「フォーブス30アンダー30」の一人に選ばれている。また、ベジタリアンであることを公表しており、2017年にはPETAの「インドで最も話題のベジタリアン・セレブリティ」に選出されている。同年にはフォーブス・インディアの「セレブリティ100」、GQ誌の「最も影響力のあるインドの若者50」に選ばれた。
Actimaxx、Seventh Street及びインド食品安全基準局が推進する食の権利（食の安全）運動のブランド大使として活動している他、インドのCOVID-19パンデミックで困窮した人々を支援するためにPM CARESファンド、マハーラーシュトラ州首相救済基金、Zomatoの「フィーディング・インディア」にそれぞれ寄付している。

## フィルモグラフィー

### 映画
| 公開年 | 作品                              | 役名                                              | 備考            |
| ------ | --------------------------------- | ------------------------------------------------- | --------------- |
| 2010   | Rann                              | 記者                                              | 3秒間の出演     |
| 2010   | Love Sex Aur Dhokha               | アダルシュ                                        |                 |
| 2011   | Ragini MMS                        | ウダイ                                            |                 |
| 2011   | サタン 〜悪魔の通り道〜           | デーヴラージ・マルヴァンカル警部/ピンティヤラバン |                 |
| 2012   | 血の抗争 Part2                    | シャムシャド・アーラム                            |                 |
| 2012   | Talaash: The Answer Lies Within   | デーヴラート・クルカルニー                        |                 |
| 2012   | シャヒド                          | シャーヒド・アーズミー                            |                 |
| 2013   | Kai Po Che!                       | ゴーヴィンド・パテル                              |                 |
| 2013   | Boyss Toh Boyss Hain              | アビシェーク                                      | [ 108 ]         |
| 2013   | クイーン 旅立つわたしのハネムーン | ヴィジャイ                                        |                 |
| 2014   | City Lights                       | ディーパク・シャルマ                              |                 |
| 2015   | Dolly Ki Doli                     | ソーヌー                                          |                 |
| 2015   | Hamari Adhuri Kahani              | ハリシャンカル・"ハリ"・プラサード                |                 |
| 2015   | アリーガルの夜明け                | ディープ・セバスチャン                            |                 |
| 2016   | Trapped                           | シャウリヤ                                        |                 |
| 2017   | Behen Hogi Teri                   | シヴァラーム・"ガットゥ"・ナウティヤル            |                 |
| 2017   | バレーリーのバルフィ              | プリータム                                        |                 |
| 2017   | ニュートン                        | ニュートン・クマール                              |                 |
| 2017   | Omerta                            | アーメド・オマル・サイード・シャイフ              |                 |
| 2017   | Shaadi Mein Zaroor Aana           | サティエンドラ・ミシュラ                          |                 |
| 2018   | Fanney Khan                       | アディル・バグチ                                  |                 |
| 2018   | ストゥリー 女に呪われた町         | ヴィクラント・"ヴィッキー"・パラシャル            |                 |
| 2018   | 5 Weddings                        | ハルバジャーン・シン                              |                 |
| 2019   | Ek Ladki Ko Dekha Toh Aisa Laga   | シャイル・ミルザ                                  |                 |
| 2019   | Judgementall Hai Kya              | ケシャヴ・ニガム                                  |                 |
| 2019   | Made in China                     | ラグビール・メータ                                |                 |
| 2020   | Shimla Mirchi                     | アヴィナーシュ・シンガル                          |                 |
| 2020   | LUDO 〜4つの物語〜                | アローク・クマール・グプタ                        |                 |
| 2020   | Chhalaang                         | マヘンドラ・フーダー                              |                 |
| 2021   | ザ・ホワイトタイガー              | アショーク・バトラ                                |                 |
| 2021   | Roohi                             | バーラ・パンディ                                  |                 |
| 2021   | Hum Do Hamare Do                  | ドゥルーヴ                                        | [ 109 ]         |
| 2022   | Badhaai Do                        | シャルドゥル・タークル                            | [ 110 ]         |
| 2022   | HIT: The First Case               | ヴィクラム・ラオ                                  | [ 111 ]         |
| 2022   | 愛しのモニカ                      | ジャヤント                                        | [ 112 ]         |
| 2023   | Bheed                             | スーリヤ・クマール・シン・ティカズ                | [ 113 ]         |
| 2024   | Srikanth                          | シュリーカーント・ボーラ                          | [ 114 ]         |
| 2024   | Wild Wild Punjab                  | ナレーター                                        |                 |
| 2024   | Mr. & Mrs. Mahi                   | マヘンドラ・アグルワール                          | [ 115 ]         |
| 2024   | Stree 2                           | ヴィッキー                                        | [ 116 ]         |
| 2024   | Vicky Vidya Ka Woh Wala Video     | ヴィッキー・バブラ                                | [ 117 ] [ 118 ] |
| 2024   | Naam                              | ナレーター                                        |                 |

### ウェブシリーズ
| 公開年 | 作品             | 役名                       | 出典            |
| ------ | ---------------- | -------------------------- | --------------- |
| 2017   | Bose: Dead/Alive | スバス・チャンドラ・ボース | [ 119 ]         |
| 2023   | Guns & Gulaabs   | パーナ                     | [ 120 ] [ 121 ] |

### ミュージックビデオ
| 公開年 | 曲名            | 歌手        | 出典            |
| ------ | --------------- | ----------- | --------------- |
| 2023   | Achha Sila Diya | B・プラーク | [ 122 ] [ 123 ] |

## 受賞歴
| 年                                                 | 部門                                     | 作品                                  | 結果       | 出典                    |
| 国家映画賞                                         | 国家映画賞                               | 国家映画賞                            | 国家映画賞 | 国家映画賞              |
| -------------------------------------------------- | ---------------------------------------- | ------------------------------------- | ---------- | ----------------------- |
| 2013年                                             | 主演男優賞                               | 『シャヒド』                          | 受賞       | [ 124 ]                 |
| フィルムフェア賞                                   |                                          |                                       |            |                         |
| 2014年                                             | 審査員選出男優賞                         | 『シャヒド』                          | 受賞       | [ 125 ]                 |
| 2014年                                             | 助演男優賞                               | 『Kai Po Che!』                       | ノミネート | [ 126 ]                 |
| 2017年                                             | 助演男優賞                               | 『アリーガルの夜明け』                | ノミネート | [ 127 ]                 |
| 2018年                                             | 助演男優賞                               | 『バレーリーのバルフィ』              | 受賞       | [ 128 ] [ 129 ]         |
| 2018年                                             | 審査員選出男優賞                         | 『ニュートン』                        | ノミネート | [ 128 ] [ 129 ]         |
| 2018年                                             | 審査員選出男優賞                         | 『Trapped』                           | 受賞       | [ 128 ] [ 129 ]         |
| 2019年                                             | 主演男優賞                               | 『ストゥリー 女に呪われた町』         | ノミネート | [ 130 ]                 |
| 2020年                                             | 審査員選出男優賞                         | 『Judgementall Hai Kya』              | ノミネート | [ 130 ]                 |
| 2021年                                             | 主演男優賞                               | 『LUDO 〜4つの物語〜』                | ノミネート | [ 131 ]                 |
| 2023年                                             | 主演男優賞                               | 『Badhaai Do』                        | 受賞       | [ 132 ]                 |
| 国際インド映画アカデミー賞                         |                                          |                                       |            |                         |
| 2017年                                             | 助演男優賞                               | 『アリーガルの夜明け』                | ノミネート | [ 133 ]                 |
| 2018年                                             | 助演男優賞                               | 『バレーリーのバルフィ』              | ノミネート | [ 134 ]                 |
| 2018年                                             | 主演男優賞                               | 『ニュートン』                        | ノミネート | [ 134 ]                 |
| 2019年                                             | 主演男優賞                               | 『ストゥリー 女に呪われた町』         | ノミネート | [ 135 ]                 |
| 2023年                                             | 主演男優賞                               | 『愛しのモニカ』                      | ノミネート |                         |
| 2025年                                             | 主演男優賞                               | 『Srikanth』                          | ノミネート | [ 136 ]                 |
| ジー・シネ・アワード                               |                                          |                                       |            |                         |
| 2014年                                             | 助演男優賞                               | 『Kai Po Che!』                       | 受賞       | [ 137 ]                 |
| 2017年                                             | 助演男優賞                               | 『アリーガルの夜明け』                | ノミネート | [ 138 ]                 |
| 2018年                                             | 助演男優賞                               | 『バレーリーのバルフィ』              | ノミネート | [ 139 ]                 |
| 2018年                                             | 審査員選出主演男優賞                     | 『ニュートン』                        | ノミネート | [ 139 ]                 |
| 2018年                                             | エクストラオーディナリー・インパクト賞   | N/A                                   | 受賞       | [ 139 ]                 |
| スター・スクリーン・アワード                       |                                          |                                       |            |                         |
| 2014年                                             | 助演男優賞                               | 『Kai Po Che!』                       | ノミネート | [ 140 ]                 |
| 2015年                                             | 助演男優賞                               | 『クイーン 旅立つわたしのハネムーン』 | ノミネート | [ 141 ]                 |
| 2017年                                             | 助演男優賞                               | 『バレーリーのバルフィ』              | 受賞       | [ 142 ] [ 143 ]         |
| 2017年                                             | 批評家選出主演男優賞                     | 『ニュートン』                        | 受賞       | [ 142 ] [ 143 ]         |
| 2018年                                             | 主演男優賞                               | 『ストゥリー 女に呪われた町』         | 受賞       | [ 144 ] [ 145 ]         |
| 製作者組合映画賞                                   |                                          |                                       |            |                         |
| 2014年                                             | 主演男優賞                               | 『シャヒド』                          | ノミネート | [ 146 ]                 |
| 2015年                                             | 主演男優賞                               | 『Citylights』                        | ノミネート | [ 147 ]                 |
| アジア・フィルム・アワード                         |                                          |                                       |            |                         |
| 2018年                                             | 主演男優賞                               | 『ニュートン』                        | ノミネート | [ 148 ]                 |
| アジア太平洋映画賞                                 |                                          |                                       |            |                         |
| 2017年                                             | 男優賞                                   | 『ニュートン』                        | 受賞       | [ 149 ] [ 150 ] [ 151 ] |
| マカオ国際映画祭                                   |                                          |                                       |            |                         |
| 2017年                                             | バラエティ・アジア・ライジング・スター賞 | N/A                                   | 受賞       | [ 152 ]                 |
| インディアン・フィルム・フェスティバル・メルボルン |                                          |                                       |            |                         |
| 2017年                                             | 主演男優賞                               | 『Trapped』                           | 受賞       | [ 153 ]                 |
| CNN-IBN インディアン・オブ・ザ・イヤー             |                                          |                                       |            |                         |
| 2017年                                             | エンターテインメント賞                   | N/A                                   | 受賞       | [ 154 ] [ 155 ]         |
| GQ Men of the Year Awards                          |                                          |                                       |            |                         |
| 2017年                                             | 男優賞                                   | N/A                                   | 受賞       | [ 156 ]                 |
| ニュース18リール映画賞                             |                                          |                                       |            |                         |
| 2017年                                             | 助演男優賞                               | 『アリーガルの夜明け』                | ノミネート | [ 157 ]                 |
| 2018年                                             | 助演男優賞                               | 『バレーリーのバルフィ』              | ノミネート | [ 158 ] [ 159 ]         |
| 2018年                                             | 主演男優賞                               | 『Trapped』                           | ノミネート | [ 158 ] [ 159 ]         |
| 2018年                                             | 年間最優秀賞                             | N/A                                   | 受賞       | [ 158 ] [ 159 ]         |
| PETA                                               |                                          |                                       |            |                         |
| 2017年                                             | 話題のベジタリアン賞                     | 『シャヒド』                          | 受賞       | [ 100 ]                 |